# Nicolas Malebranche
Nicolas de Malebranche (Parijs, 6 augustus 1638 - aldaar, 13 oktober 1715) was een Frans cartesiaans filosoof. 
Malebranche was van oorsprong een oratoriaanse priester die de discussie aanging met zijn tijdgenoot Antoine Arnauld over theologische en metafysische vraagstukken. Hij heeft met Blaise Pascal gemeen dat zijn werk zich kenmerkt door fraai proza. Hij was goed bekend met het werk van René Descartes en uitte er veel kritiek op. Hij kon zich niet vinden in Descartes' voorstelling omtrent de relatie tussen lichaam en geest. Hij verwierp de opvatting dat lichamen een intrinsiek vermogen bezitten om ons en elkaar te beïnvloeden als bijgeloof, en verdedigde daarentegen de theorie van het occasionalisme. 
Volgens Malebranche is wetenschap geworteld in a priori metafysische beginselen en is er onderscheid tussen de rationeel bevattelijke essentie en de empirisch waarneembare eigenschappen van dingen. Echter, om invloedrijk te kunnen zijn, kwam Malebranche te laat. Het cartesianisme werd reeds overschaduwd door het werk van Spinoza en Gottfried Wilhelm Leibniz en was met wisselend succes aangevallen door empiristen als Thomas Hobbes en John Locke.

## Belangrijkste werken
- De la recherche de la vérité (1674-1675)
- Conversations chrétiennes (1677)
- Éclaircissements sur la recherche de la vérité (1678)
- Traité de la nature et de la grâce (1680)
- Méditations chrétiennes (1683)
- Traité de morale (1684)
- Entretiens sur la métaphysique et sur la religion (1688)
- Entretiens sur la mort (1696)
- Traité de l'amour de Dieu (1697)
- Entretien d'un philosophe chrétien et d'un philosophe chinois sur l'existence et la nature de Dieu (1708)
- Réflexions sur la prémotion physique (1715)

De tussen 1680 en 1696 uitgebrachte werken werden in eerste editie uitgegeven door Reinier Leers. 
- Bibsys: 90159201
- Biblioteca Nacional de España: XX1012998
- Bibliothèque nationale de France: cb12371373p (data)
- Catàleg d'autoritats de noms i títols de Catalunya: 981058617480906706
- CiNii: DA0274770X
- Gemeinsame Normdatei: 118576682
- International Standard Name Identifier: 0000 0001 2281 1312
- Library of Congress Control Number: n79133702
- Nationale Bibliotheek van Letland: 000113184
- Mathematics Genealogy Project: 143011
- Bibliotheek van het Japanse parlement: 00524099
- Nationale Bibliotheek van Tsjechië: jn20000603870
- Nationale bibliotheek van Australië: 35324101
- Nationale Bibliotheek van Israël: 987007264938605171
- Nationale Bibliotheek van Polen: a0000001995073
- Nationale en Universitaire bibliotheek Zagreb: 000375219
- Nederlandse Thesaurus van Auteursnamen: 068739532
- Istituto Centrale per il Catalogo Unico: CFIV057154
- LIBRIS: 321680
- SNAC: w6j96ss0
- Système universitaire de documentation: 032742142
- Trove: 911862
- Virtual International Authority File: 66545180
- WorldCat: E39PBJx4tHXPJ6dYfppRcKxRrq